# Uurgaans
Uurgaans war ein Längenmaß in den Niederlanden und galt als Wegestunde. Es war ein Meilenmaß. Das Maß überdauerte noch die Einführung des metrischen Systems durch königlichen Beschluss per 6. März 1819, der sich auf ein Gesetz vom 21. August 1816 bezog. Das Maß hatte zwei verschiedene Werte.
Wert 1
- 1 Uurgaans = 5565,3297 Meter = 5,5653297 Kilometer
- 20 Uurgaans = 1 Äquatorgrad

Wert 2
- 1 Uurgaans = 1500 Rjnl. Roede/Rute (Rheinländ.) = 5651,046 Meter = 5,651,046 Kilometer
- 19,697 Uurgaans = 1 Äquatorgrad

Das Maß war auch als Flächenmaß in Gebrauch.
- 1 Quadrat-Uurgaans = 31,9338 Quadratkilometer

In den ostindischen niederländischen Besitzungen Sumatra war das dortige Wegemaß so definiert:
- 1 Paal = 1/3 Uurgaans = 1883,682 Meter